# Polyterpnes polyrrhoda
Polyterpnes polyrrhoda är en fjärilsart som beskrevs av Turner 1932. Polyterpnes polyrrhoda ingår i släktet Polyterpnes och familjen Crambidae. Inga underarter finns listade i Catalogue of Life.